# Xã Liberty, Quận Seneca, Ohio
Xã Liberty (tiếng Anh: Liberty Township) là một xã thuộc quận Seneca, tiểu bang Ohio, Hoa Kỳ. Năm 2010, dân số của xã này là 2.035 người.